# Luisa Gallotti Balboni
Luisa Gallotti Balboni (* 28. April 1913 in Parma; † 31. Dezember 1979 in Rapallo) war eine italienische Politikerin.

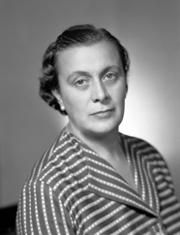
Luisa Gallotti Balboni

## Leben
Sie stammte aus einer kleinbürgerlichen Familie und begann nach ihrem Studium der modernen Sprachen und Literatur an der Universität Ca’ Foscari in Venedig, Englisch an Gymnasien zu unterrichten. In der venezianischen Hauptstadt lernte sie ihren zukünftigen Ehemann Piero Balboni kennen, den sie 1941 heiratete. Sie zogen nach Ferrara, beide überzeugte Antifaschisten, und schlossen sich in dieser Zeit der Resistenza, den lokalen linken Bewegungen und der Kommunistischen Partei Italiens an.
Dank ihres starken politischen Engagements wurde sie 1946 in den Stadtrat von Ferrara gewählt und engagierte sich mit sozialen Aktivitäten und Unterstützung von Frauen in der Italienischen Frauenunion (UDI)
Am 25. März 1950 wurde sie zur Bürgermeisterin von Ferrara ernannt und trat ihr Amt am 5. November des folgenden Jahres nach heftigen Kontroversen an, den sie war die erste Frau, die eine Provinzhauptstadt verwaltete. Nach ihrer Wiederwahl blieb sie bis 1958 im Amt, bis sie am 25. Mai in den Senat der dritten Legislaturperiode der Italienischen Republik für die Fraktion der Kommunistischen Partei Italiens gewählt wurde.
Aufgrund des prekären Gesundheitszustands ihres Mannes verzichtete sie bei den folgenden Wahlen auf eine erneute Kandidatur, ohne ihre politische Tätigkeit aufzugeben, auch wenn sie eine eher zurückgezogene Position einnahm. Nach dem Tod ihres Mannes 1963 zog sie 1964 nach Mailand, um sich um ihre kranke Mutter zu kümmern, und zog schließlich 1972 nach Rapallo, wo sie 1979 starb.
Seit dem 28. Mai 2016 ruhen ihre sterblichen Überreste auf dem Cimitero Monumentale della Certosa di Ferrara.

## Politische Aktivitäten
Die politische Tätigkeit von Luisa Gallotti Balboni begann mit ihrem antifaschistischen Engagement, das sie mit Unterstützung und in Zusammenarbeit mit ihrem Mann ausübte. In ihrem Haus fanden sogar geheime kommunistische Treffen statt. In der Nachkriegszeit nutzte sie ihre Erfahrungen für die Umsetzung von sozialen Initiativen, die sich an die Bedürftigsten richteten.
Dank der Bekanntheit, die sie durch ihren politischen Einsatz in der Provinz Ferrara erlangte, wurde Balboni 1946 zur Stadträtin gewählt. Im Jahr 1948 übernahm sie das Amt der Stadträtin für Pubblica Istruzione e Arte (Volksbildung und Kunst).
Am 25. März 1950 wurde sie vom Stadtrat zur Bürgermeisterin von Ferrara ernannt, was für eine Politikerin zu jener Zeit eine außergewöhnliche Wertschätzung darstellte. Gegen ihre Ernennung erhob die antikommunistische Presse, allen voran die Zeitung Il Secolo d’Italia, Einspruch und der Präfekt erkannte aufgrund eines angeblichen Verfahrensfehlers die Legitimität der Ernennung nicht an, deren tatsächliche Gültigkeit jedoch durch die Erklärung des Staatsrats vom 5. November 1951 bestätigt wurde. Trotz der negativen und unaufhörlichen Verleumdungskampagne einiger Zeitungen wie L’Avvenire d’Italia und Giornale dell’Emilia, die behaupteten, dass Giovanni Buzzoni, ein ehemaliger Bürgermeister von Ferrara, der nach einem Skandal zurückgetreten war, weil er den Doktortitel zu Unrecht verliehen bekommen hatte, hinter ihrer Verwaltungstätigkeit steckte, wurde Balboni bei den Wahlen vom 25. Mai 1952 erneut als Bürgermeisterin von Ferrara bestätigt. Eine weitere Bestätigung erfolgte bei den Wahlen vom 28. Mai 1956. Während ihrer Amtszeit als Bürgermeisterin der Stadt Ferrara konzentrierte sie ihre Bemühungen auf den Schulbau, der sich nach dem Zweiten Weltkrieg in einem sehr schlechten Zustand befand, und auf die Schulverpflegung. Außerdem konzentrierte sie ihre Tätigkeit auf die Unterstützung benachteiligter Familien, den Schutz der Gesundheit von Minderjährigen (mit der Einrichtung spezieller Kliniken) und die Wiederbelebung der Kultur in dem von ihr verwalteten Gebiet. Im Jahr 1951 arbeitete sie mit Bürgern zusammen, um der Bevölkerung von Polesine zu helfen, die von den Überschwemmungen des Po betroffen war.
Bei den politischen Wahlen von 1958 kandidierte sie für die Kommunistische Partei Italiens im Wahlkreis Portomaggiore für den Senat und gewann den Sitz mit über 50.000 Vorzugsstimmen.

## Würdigung
Der Schulkomplex in der Via del Salice, Ferrara, wurde ihrem Andenken gewidmet.
Das Basrelief im Massari-Park ist ihr ideell gewidmet, und zwar Allen Frauen des „Widerstands“ der Frauenverteidigungsgruppen in Ferrara, das im Studienjahr 2012/2013 von den Studenten der bildenden Kust der Kunstschule Dosso Dossi geschaffen wurde.